# Екскавація
Екскавація (англ. excavation, нім. Baggern n, Ausbaggerung f, Baggerung f, Aushub m) – технологічний процес відокремлення гірничої маси від масиву або навалу, що здійснюється шляхом впровадження в нього виконавчого органу машини, який при цьому наповнюється породою. Виконується екскаваторами, бульдозерами, скреперами, навантажувачами кар’єрними.

## Загальний опис
Екскавація застосовується при підземному і відкритому видобутку корисних копалин, при виконанні земляних робіт, спорудженні каналів і дамб та інш. Е. скельних порід здійснюється тільки після їх попереднього опушенная вибуховим способом. Основним показником, що характеризує процес Е., є питомий опір копанню, на величину якого впливають фізико-механічні характеристики ґрунтів, тип землерийної машини, конструкція і параметри робочого органу і порядок відробки вибою. 
Коеф. Е. Ке являє собою відношення коеф. наповнення ковша екскаватора до коеф. розпушення породи в ковші. 
- Для одноковшових екскаваторів Ке = 0,55 -0,8,

- для роторних Ке = 0,65-0,9,

- для ланцюгових Ке = 0,8-1,35.

Вдосконалення процесу Е. полягає в застосуванні нетрадиційних способів руйнування гірських порід (лазерними установками, термомеханічними і інш. комбінованими робочими органами), ширшого використання при Е. сил гравітації і інш. 
СХЕМИ ЕКСКАВАЦІЇ – варіанти системи розробки, що відрізняються типами екскаваторів та їх розміщенням. Визначальним критерієм раціональних С.е. є мінімум витрат на розробку 1 м3 розкриву.